# Surgy
Surgy és un municipi francès, situat al departament del Nièvre i a la regió de Borgonya - Franc Comtat. L'any 2007 tenia 455 habitants.

## Demografia

### Població
El 2007 la població de fet de Surgy era de 455 persones. Hi havia 196 famílies, de les quals 64 eren unipersonals (32 homes vivint sols i 32 dones vivint soles), 68 parelles sense fills, 48 parelles amb fills i 16 famílies monoparentals amb fills.
La població ha evolucionat segons el següent gràfic:
Habitants censats

### Habitatges
El 2007 hi havia 289 habitatges, 203 eren l'habitatge principal de la família, 55 eren segones residències i 31 estaven desocupats. 285 eren cases i 3 eren apartaments. Dels 203 habitatges principals, 177 estaven ocupats pels seus propietaris, 21 estaven llogats i ocupats pels llogaters i 5 estaven cedits a títol gratuït; 2 tenien una cambra, 15 en tenien dues, 39 en tenien tres, 63 en tenien quatre i 84 en tenien cinc o més. 133 habitatges disposaven pel capbaix d'una plaça de pàrquing. A 95 habitatges hi havia un automòbil i a 80 n'hi havia dos o més.

### Piràmide de població
La piràmide de població per edats i sexe el 2009 era:
| Homes | Edats   | Dones |
| ----- | ------- | ----- |
| 0     | 95 o +  | 0     |
| 0     | 90 a 94 | 8     |
| 4     | 85 a 89 | 8     |
| 0     | 80 a 84 | 0     |
| 8     | 75 a 79 | 12    |
| 8     | 70 a 74 | 4     |
| 16    | 65 a 69 | 16    |
| 28    | 60 a 64 | 28    |
| 8     | 55 a 59 | 16    |
| 20    | 50 a 54 | 12    |
| 12    | 45 a 49 | 20    |
| 12    | 40 a 44 | 20    |
| 20    | 35 a 39 | 12    |
| 16    | 30 a 34 | 4     |
| 8     | 25 a 29 | 4     |
| 0     | 20 a 24 | 4     |
| 12    | 15 a 19 | 12    |
| 4     | 10 a 14 | 0     |
| 12    | 5 a 9   | 16    |
| 0     | 0 a 4   | 0     |

## Economia
El 2007 la població en edat de treballar era de 253 persones, 160 eren actives i 93 eren inactives. De les 160 persones actives 141 estaven ocupades (86 homes i 55 dones) i 19 estaven aturades (9 homes i 10 dones). De les 93 persones inactives 34 estaven jubilades, 18 estaven estudiant i 41 estaven classificades com a «altres inactius».

### Ingressos
El 2009 a Surgy hi havia 204 unitats fiscals que integraven 436,5 persones, la mediana anual d'ingressos fiscals per persona era de 17.392 €.

### Activitats econòmiques
Dels 19 establiments que hi havia el 2007, 1 era d'una empresa alimentària, 5 d'empreses de fabricació d'altres productes industrials, 4 d'empreses de construcció, 3 d'empreses de comerç i reparació d'automòbils, 3 d'empreses de transport, 1 d'una empresa d'hostatgeria i restauració, 1 d'una empresa de serveis i 1 d'una empresa classificada com a «altres activitats de serveis».
Dels 6 establiments de servei als particulars que hi havia el 2009, 1 era una oficina de correu, 1 funerària, 1 taller de reparació d'automòbils i de material agrícola i 3 lampisteries.
L'únic establiment comercial que hi havia el 2009 era una fleca.
L'any 2000 a Surgy hi havia 8 explotacions agrícoles que ocupaven un total de 840 hectàrees.

## Equipaments sanitaris i escolars
El 2009 hi havia una escola maternal integrada dins d'un grup escolar amb les comunes properes formant una escola dispersa.

## Poblacions més properes
El següent diagrama mostra les poblacions més properes.